# Sunna
Pour les articles homonymes, voir Sunna (évêque).

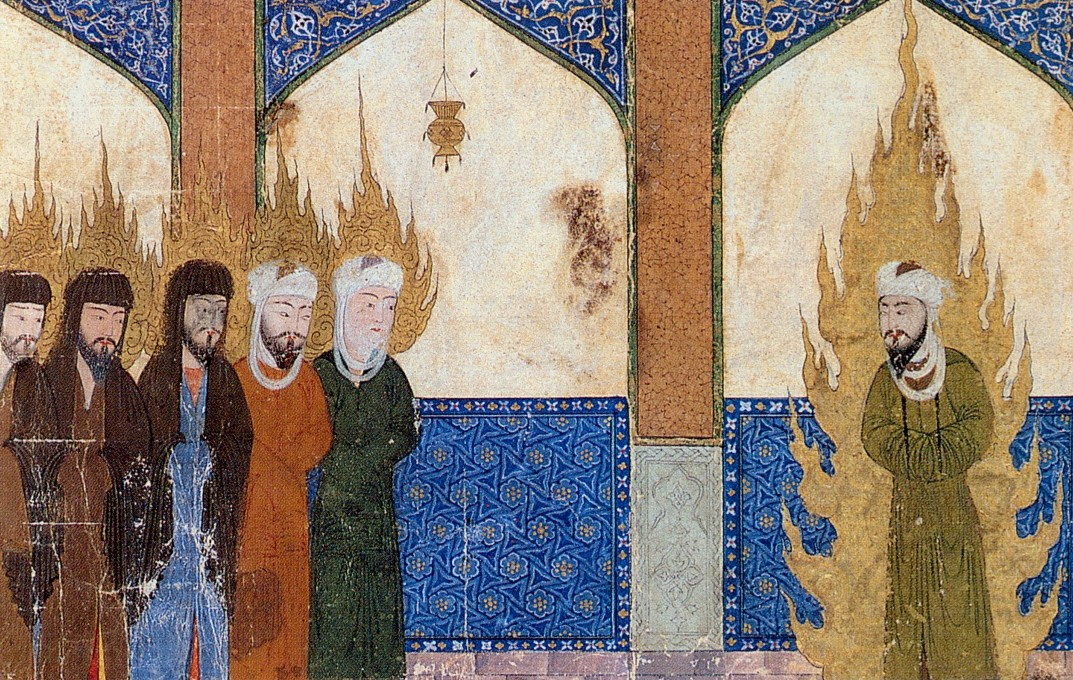
Mahomet, prophète de l'islam, (ici à droite sur un manuscrit persan médiéval), est considéré comme le modèle dont la plupart des musulmans doivent se rapprocher, autant dans les actes que dans l'aspect, en suivant sa sunna (ses règles, sa loi, ses préconisations) présente dans les hadiths (la compilation de tous ses dires, faits et gestes), qui ont pour but d'exposer et de détailler clairement ce qui est dit par Dieu dans le Coran.

La sunna (en arabe : سُنَّة, « loi », « tradition ») désigne la tradition et les pratiques du prophète islamique Mahomet, et constitue un modèle à suivre pour la plupart des musulmans. Elle est considérée comme ce que les musulmans du temps de Mahomet suivaient et ont transmis aux générations suivantes. Selon les théories islamiques classiques, la sunna est documentée dans les hadiths (la mise à l'écrit des transmissions orales des enseignements, des actes et des paroles, des autorisations silencieuses ou des désapprobations de Mahomet), qui constituent avec le Coran (livre saint de l'Islam et considéré comme parole de Dieu), la révélation divine qu'aurait reçue Mahomet et qui sont donc les principales sources de la loi (charia) et de la théologie islamiques (kalâm),. 
Selon la croyance musulmane, Mahomet est le meilleur exemple pour les musulmans et plusieurs versets du Coran citent sa conduite exemplaire et enjoignent ses disciples à lui obéir. La sunna fournit une base non seulement pour les principales lois et rituels de l'islam, comme la façon de prier (salat), mais également pour des  activités quotidiennes, telles que l'ordre dans lequel couper ses ongles ou la bonne longueur de la barbe.
Durant la période préislamique, le terme « sunna » était utilisé pour désigner la « manière d'agir », qu'elle soit bonne ou mauvaise. Au début de la période islamique, le terme se référait à tout bon précédent établi par les gens du passé, y compris Mahomet, et ses compagnons,. De plus, la sunna du prophète n'était pas nécessairement associée aux hadiths.
Le sens classique qui prévaut aujourd'hui est introduit plus tard à la fin du deuxième siècle de l'Islam, lorsque sous l'influence du savant Ash-Shâfi'î, l'exemple de Mahomet tel qu'il est cité dans les hadiths devient prioritaire sur tous les autres précédents établis par d'autres autorités. Le terme al-sunnah a ensuite fini par être considéré comme synonyme de la sunna de Mahomet, sur la base des hadiths. La transmission orale de la sunna était également une tradition dans la péninsule arabe, et une fois convertis à l'islam, les Arabes ont apporté cette tradition dans leur religion.
La sunna de Mahomet, basée sur les hadiths, comprend ses paroles spécifiques (sunna qawliyyah), ses habitudes, ses pratiques (sunna fiiliyyah) et ses approbations silencieuses (sunna taqririyyah). Dans l'islam, le mot « sunna » est également utilisé pour désigner les devoirs religieux qui sont facultatifs, comme la prière surérogatoire (sunna salat).
Des différences d'interprétations de la sunna existent dans le monde musulman, ainsi, contrairement aux sunnites, les chiites suivent l'autorité des douze imams, les soufis soutiennent que Mahomet a transmis les valeurs de la sunna « à travers une série d'enseignants soufis », et les coranistes ne reconnaissent tout bonnement pas la sunna de Mahomet car ils rejettent en bloc tous les hadiths.

## Étymologie
Le sens premier de sunna est « bon chemin », la racine S-N-N signifiant « se frayer une voie pour se diriger vers le but ». Cependant le terme est en général traduit par « règle, usage, norme, tradition, loi, habitude, précepte ». En tant que tel, dans le Coran, il est attribué à Dieu (ou parfois aux peuples anciens),.

## Définition

### Dans le Coran
La sunna, selon le Coran, englobe les règles ou « lois » de Dieu qui auraient été prescrites à tous les prophètes, y compris le prophète de l'Islam, Mahomet. Pour les musulmans, la sunna a les caractéristiques suivantes : elle appartient exclusivement à Dieu ; elle n’est pas interchangeable avec une quelconque autre loi ; elle n’est pas transférable à un tiers ni à un prophète ; elle est unique et immuable à tous les humains et tous les êtres.

### Dans le hadith
Le sens du mot a évolué dans les traditions prophétiques (hadiths) et dans le droit musulman. Et dans ces domaines, les sens de leçon et d'exemple se sont révélés essentiels. Il semble que cette évolution est liée à la bataille de Siffin, à l'issue de laquelle, au moment de l'arbitrage, on a pour la première fois utilisé la sunna — au sens de conduite exemplaire du Prophète et de ses Compagnons, précisément comme élément d'arbitrage. 
Ensuite, durant les trois premiers siècles de l'islam, le mot sunna a été employé par les transmetteurs de hadiths, pour renvoyer aux paroles et aux actes du Prophète et de ses Compagnons. Ainsi, le hadith met en valeur les enseignements du prophète. En particulier :ses dires, ; ses actes, ; ses approbations explicites ou implicites ; ses qualités morales personnelles (selon certains savants du hadith comme Boukhari ou Muslim) ; ses désapprobations ; ses délaissements de certains actes. Et c'est ainsi que progressivement, sunna en est venu à désigner l'ensemble des dits et des actes de Mahomet (tandis que la sîra — sa biographie — désignait le récit de sa vie). 
La sunna, selon les hadiths, est une source législative de l'islam sunnite et chiite associée aux règles législatives du Coran. Elle est plus connue sous l'expression de « sunna prophétique ».

### Le hadith selon le chiisme
Dans la théologie musulmane, ce terme signifie « tradition prophétique ». Il désigne les récits des actes et du comportement du prophète de l'islam durant sa vie. Pour les chiites, cette sunna a été transmise par Mahomet à l'imam Ali et à Fatima Zahra. La sunna chez les chiites s'appuie sur les narrations de la famille du prophète (Ahl al-Bayt). La sunna chiite de ce fait, n'a jamais connu d'interruption puisqu'elle continue du prophète jusqu'au 12e imam. À l'époque du sixième imam, Ja'far al-Sâdiq — donc avant l'imam Abû Hanîfa (699-767) —, on comptait quatre cents ouvrages de hadiths et théologie dans le monde chiite. À cette époque, il n'existait encore aucune école sunnite. Le premier ouvrage de compilation des hadiths est venu a posteriori.
La sélection des hadiths est un processus méticuleux. Tous les compagnons du prophète n'étant pas jugés authentiques ou infaillibles, leurs narrations sont analysées par des imams détenteurs de l'imamat (continuité de la prophétie). Certains hadiths sont rejetés par les théologiens, car ils sont considérés non authentiques.

## La sunna selon le Coran
Le terme sunna apparaît plusieurs fois dans le Coran, souvent au singulier, et le mot est attribué à Dieu, mais aussi aux peuples anciens — au sens de la voie que ceux-ci ont pu suivre, comme dans la sourate 8, 38 : « Dis aux dénégateurs que s'ils cessent, Notre indulgence leur sera acquise pour les faits antérieurs. S'ils recommencent... eh bien! le chemin [sunna] des Anciens est passé. » Ce chemin est pour certains commentateurs la conduite des peuples anciens devant l'épreuve de la foi en un Dieu unique. Dans sa traduction du Coran, Jacques Berque rend le mot par différentes expressions, selon le contexte : « système des Anciens », « ligne suivie » ou « règle [de Dieu] ». Il faut souligner encore que l’expression « sunna prophétique » n’est pas littéralement mentionnée dans le Coran. Selon ce dernier, il ne peut y avoir de dualité dans la « sunna » et elle a été imposée même au prophète Mahomet[réf. nécessaire],[pas clair]. 
Sunna peut également signifier les punitions que Dieu infligera aux infidèles de toutes les époques ou encore signifier le destin que Dieu impose aux fidèles (cf. sourate 18, 55). 
Le terme se rencontre aussi parfois au pluriel (sunan). Là aussi, il se rapporte aux peuples anciens ; ainsi sourate 4, 26 : « Dieu veut pour vous tout expliciter, vous guider dans le système de vos devanciers [sunan al-ladhîna min qablikum], et se repentir à votre endroit. » On retrouve une idée similaire dans la sourate 3, 137 : « Des événements se sont passés avant vous [qad khalat min qablikum sunan]. Parcourez la terre: voyez quelle fut la fin de ceux qui criaient au mensonge. » Denise Masson relève à propos de ce verset que al-Baidawi donne ici à sunan le sens d'événements (waqâ'ic). Ainsi, note Asma Hilali, pour les commentateurs, sunan a dans ces versets le sens d'exemples et de leçons tirées du passé, et en ce sens, on a là un thème fréquent dans le Coran : un appel à méditer sur l'attitude de Dieu envers les peuples anciens.  
Mais pour certains commentateurs, l'emploi de ce pluriel est lié à une mise en garde envers ceux qui veulent adopter plusieurs « sunna »[réf. nécessaire].

## La sunna selon les hadiths
Les sciences de la sunna sont reliées aux biographes de Mahomet ainsi qu'à la collection et à l'explicitation des hadiths. Les collections elles-mêmes contiennent la biographie du prophète de l'islam ; les dires, actes, qualités morales et personnelles de Mahomet ; les chroniques des événements auxquels il a participé (batailles, exil, rencontres, etc.) ainsi que leur contextualisation . 
Quant aux sciences de la sunna, elles étudient les éléments suivants: les sources des hadiths (soit la chaîne de personnes ayant rapporté la tradition) ainsi que les opinions et biographies des personnes qui ont rapporté ces hadiths ; la connaissance des hadiths abrogés et abrogeant ; la connaissance des hadiths qui posent des problèmes de compréhension ; la connaissance des hadiths non corroborés.
Les sciences de la sunna sont des sciences d'encyclopédistes qui nécessitent une grande rigueur, à la fois dans la collection des hadiths, mais aussi dans la recherche d'authenticité qui accompagne cette collection.
Les ouvrages de hadiths sont encore très étudiés aujourd'hui non seulement par les spécialistes en droit islamique, mais aussi par les musulmans soucieux de tirer des enseignements, notamment spirituels de la vie de Mahomet.

## Sens étendus du mot dans le sunnisme
Dans certains contextes, le terme sunna renvoie aux pratiques religieuses surérogatoires, comme la prière ou le jeûne hors des cinq piliers. Dans d'autres contextes encore, elle peut désigner la loi islamique elle-même.

## Une référence pour le comportement des musulmans
Les textes de la sunna forment une vaste référence dans laquelle les musulmans cherchent des exemples de comportement ou des justifications. Pour cette même raison, les oulémas (savants) se doivent d'en posséder une connaissance complète, de la même manière qu'ils doivent connaître le Coran par cœur[réf. nécessaire].